# Grameen Bank
O Grameen Bank é o primeiro banco do mundo especializado em microcrédito e foi concebido pelo professor bengalês Muhammad Yunus em 1976, visando a erradicar a pobreza no mundo. Opera como uma empresa privada auto-sustentável e gerou lucros em quase todas os anos de sua operação, exceto no ano de sua fundação e em 1991 e 1992.  Adquiriu formalmente o status de banco em 1983, através de uma lei especial promulgada para sua criação. 
O Grameen Bank ganhou o Nobel da Paz  do ano de 2006 juntamente com seu fundador. 
Localizado em Bangladesh, já conta com 2185 agências e, desde sua fundação, emprestou o equivalente a 5,72 bilhões de dólares para 6,61 milhões de mutuários, 97% dos quais são mulheres. Atende a 71.371 vilarejos e possui um quadro de 18.795 funcionários remunerados. Sua taxa de inadimplência é baixíssima, de fazer inveja aos mais bem administrados bancos comerciais do mundo: apenas 1,15%, o que significa que o Grameen Bank recebe de volta 98,85% dos empréstimos que concede. 
Atualmente existem mais de duas dúzias de entidades que trabalham juntamente com o banco, dentre as quais se destaca a Grameen Foundation, com sede em Washington, D.C..

## História
O Grameen Bank originou-se de uma singela experiência conduzida, em 1976,  pelo prof. Muhammad Yunus, catedrático do Programa de Economia Rural da Universidade de Chittagong, quando ele emprestou 27 dólares de seu próprio bolso para 42 mulheres da cidade de Jobra, próxima à universidade onde lecionava, para lhes permitir adquirir matéria-prima para confeccionar o seu artesanato, livrando-as das garras de agiotas que as mantinham em regime de trabalho análogo à escravidão.
Para surpresa do próprio professor Yunus, todos esses empréstimos foram pagos pontualmente. Isso deu a Yunus a ideia de que esse processo talvez pudesse ser multiplicado indefinidamente.
De 1976 a 1979, o professor Yunus expandiu esse tipo de operação em Jobra e nas aldeias vizinhas. Em 1979 o projeto de Yunus obteve o apoio do Banco Central de Bangladesh, bem como dos bancos comerciais que haviam sido  nacionalizados, estendendo-se para o distrito de Tangail, a norte de Dhaka, a capital de Bangladesh. Obtendo sucesso também em Tangail, o projeto foi ampliado para vários outros distritos no país. 
Em outubro de 1983 o projeto do Grameencredit (crédito rural, em língua bengali) deu origem ao Grameen Bank, ou Banco Rural. Hoje em dia 90% das ações do Grameen Bank pertencem às populações rurais pobres que ele serve, e 10% ao governo de Bangladesh. 
Em maio de 2011 Muhammad Yunus renunciou à presidência da instituição. Yunus era acusado de não ter respeitado as regras de nomeação do diretor-geral do banco, quando foi reconduzido no cargo em 2000. À luz das regras do Grameen Bank, Yunus devia ter sido nomeado com o acordo prévio do banco central do país.

## Objetivos do Grameen Bank
O Grameen Bank tem como seus objetivos principais:
- Prover serviços bancários aos pobres, homens e mulheres;
- Eliminar a exploração dos pobres, tradicionalmente feita pelos agiotas;
- Criar novas oportunidades de auto-emprego para a vasta população desempregada na Bangladesh rural;
- Trazer a população carente, especialmente as mulheres mais pobres, para o seio de um sistema orgânico que elas possam compreender e administrar sozinhas;
- Reverter o antigo círculo vicioso de "baixa renda, baixa poupança e baixo investimento", injetando crédito para torná-lo um círculo virtuoso de "investimento, maior renda, maior poupança". [4]

## Polêmicas
Yunus trava um braço-de-ferro com o governo do Bangladesh (o Grameen Bank é controlado em 25 por cento pelo Estado). As divergências políticas com a primeira-ministra Sheikh Hasina remontam a 2007, altura em que Yunus ameaçou criar um partido alternativo à Liga Awami (partido de Hasina), que viria depois a ser reeleita nas eleições de 2008. A partir de dezembro de 2010 a rivalidade cresceu: um documentário norueguês acusava o Grameen Bank de manipulação financeira, pela transferência de 100 milhões de dólares norte-americanos de uma organização humanitária norueguesa para uma empresa ligada ao banco.
A justiça de Oslo ilibou o Grameen Bank – Yunus teria justificado a operação alegando razões fiscais – mas isto não bastou para Sheikh Hasina o acusar de “sugar o sangue dos pobres”.